# شويعرة الأردين
شويعرة الأردين (بالإنجليزية: Brome of the Ardennes)‏ نوع نباتي يتبع جنس الشويعرة من الفصيلة النجيلية.

## الموطن والانتشار
الموطن الأصلي لهذا النوع هو سهول الأردين في شمال فرنسا وجنوب بلجيكا. انقرض هذا النوع في البرية منذ ثلاثينات القرن العشرين، ولكنه ما زال مزروعاً في الحديقة النباتية الوطنية في بلجيكا.